# Tahir Bisić
Tahir Bisić (ur. 29 kwietnia 1981 w Sarajewie) — bośniacki narciarz alpejski, olimpijczyk.

## Kariera
Tahir Bisić uczestniczył na Zimowych Igrzyskach Olimpijskich 2002 w Salt Lake City. Podczas tych igrzysk wziął udział w trzech konkurencjach narciarstwa alpejskiego: slalomie gigancie, gdzie zajął 44. miejsce, slalomie, gdzie zajął 29. miejsce oraz kombinacji, gdzie nie dokończył konkurencji. Były to jedyne zimowe igrzyska olimpijskie, w których Tahir Bisić uczestniczył.